# Elgeseter
Elgeseter é um bairro tradicional da cidade de Trontêmio, no condado de Sør-Trøndelag, na Noruega.
Está situado a sul do centro da cidade, sendo limitado a norte pela ponte de Elgeseter (Elgeseter bru) e a sul pelo estádio de Lerkendal (Lerkendal stadion). O Convento de Elgeseter (Elgeseter kloster, 1183-1564) teve o seu edifício na atual área deste bairro.

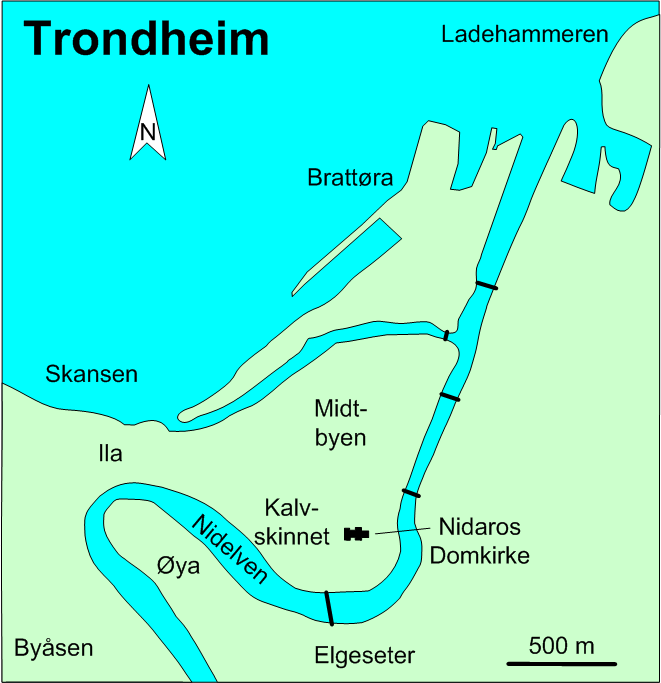
Mapa do centro de Trontêmio, com Elgeseter a sul de Midtbyen